# Rezerwat przyrody Jezioro Dębiniec
Rezerwat przyrody Jezioro Dębiniec – krajobrazowy rezerwat przyrody położony w gminie Pobiedziska, powiecie poznańskim (województwo wielkopolskie), na terenie Parku Krajobrazowego Promno. Obszar rezerwatu podlega ochronie czynnej.

## Powierzchnia i historia
Powierzchnia: 37,25 ha (oddział leśny 221).

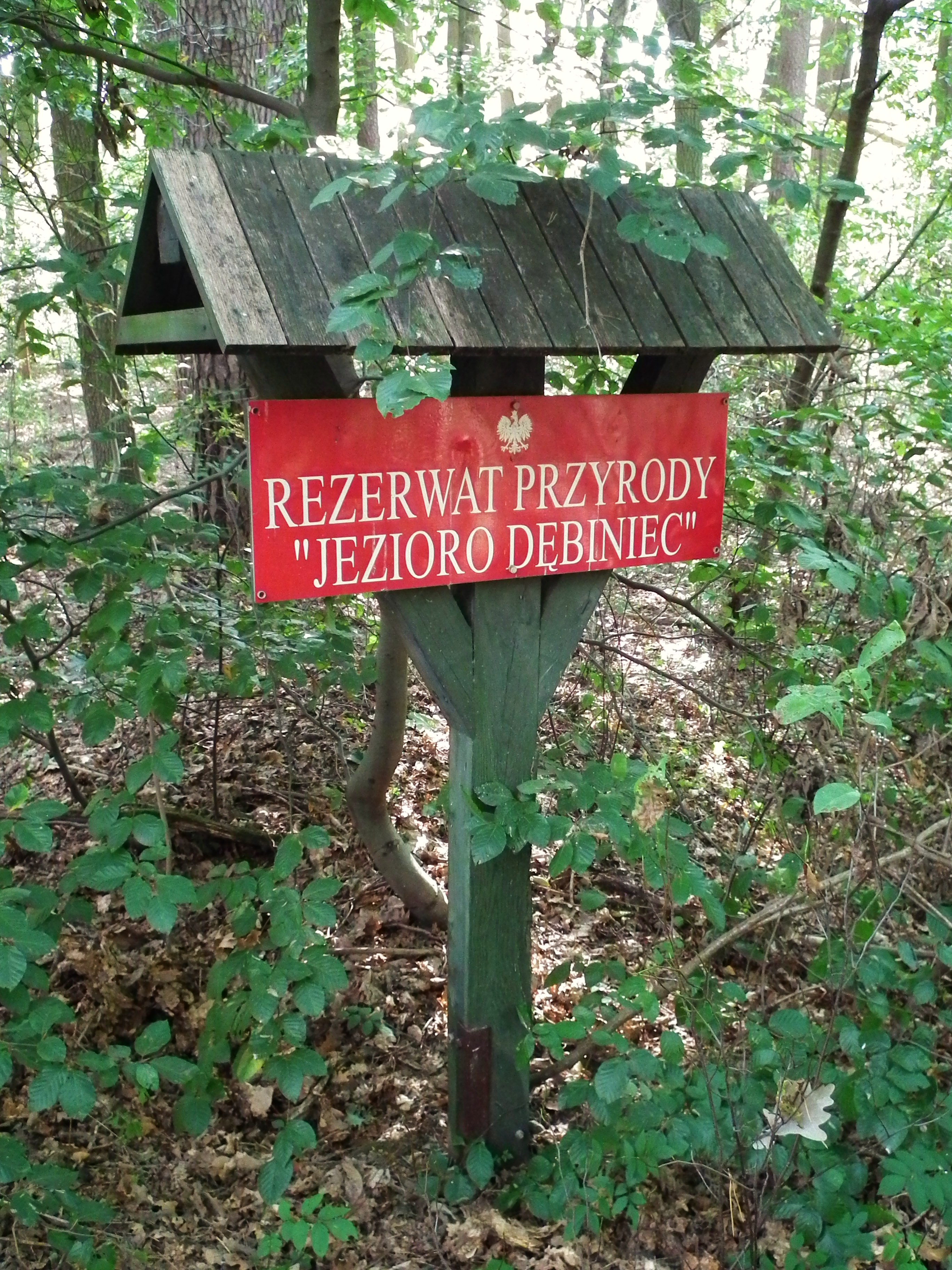
Tablica informacyjna

Został utworzony w 1959 roku w celu ochrony śródleśnego jeziora z otaczającymi go łąkami i bagnami oraz stanowiska kłoci wiechowatej (Cladium mariscus). Początkowo zajmował 33,34 ha. Powierzchnię skorygowano w 1967 podczas prac urządzania lasu.

## Przyroda
Jezioro otaczają torfowiska i lasy, z bogatą roślinnością torfowisko-łąkową (m.in. zbiorowisko Cladietum marisci), którą tworzą m.in. rosiczki, żurawina, tłustosz, wełnianka i skrzypy. Brzegi porasta trzcina, sitowie, pałka wodna i kłoć wiechowata. Wśród roślin pływających spotkać można: grzybień biały, grążel żółty i rdestnicę pływającą. Zbiornik otaczają też łozowiska wierzby szarej, płaty olsu ze smugami łęgu, a także zbiorowisko zastępcze grądu środkowoeuropejskiego.
Ptactwo wodne licznie reprezentowane jest przez dzikie kaczki (krzyżówka, ogorzałka, rdzawogłowa), bąki, łyski, perkozy dwuczube i kurki wodne.

## Podstawa prawna
- Zarządzenie Ministra Leśnictwa i Przemysłu Drzewnego z dnia 14 września 1959 r. w sprawie uznania za rezerwat przyrody (M.P. z 1959 r. Nr 90, Poz. 487
- Zarządzenie Ministra Ochrony Środowiska, Zasobów Naturalnych i Leśnictwa, Monitor Polski z 1968 r, Nr 27, Poz. 176
- Obwieszczenie Wojewody Wielkopolskiego z dn. 4.10.2001 r. w sprawie ogłoszenia wykazu rezerwatów przyrody utworzonych do dn. 31.12.1998 r.
- Zarządzenie Nr 13/09 Regionalnego Dyrektora Ochrony Środowiska w Poznaniu z dnia 5 października 2009 r. w sprawie rezerwatu przyrody „Jezioro Dębiniec”
zmienione przez: Zarządzenie Regionalnego Dyrektora Ochrony Środowiska w Poznaniu z dnia 20 czerwca 2017 r. zmieniające zarządzenie w sprawie rezerwatu przyrody „Jezioro Dębiniec”

## Przypisy

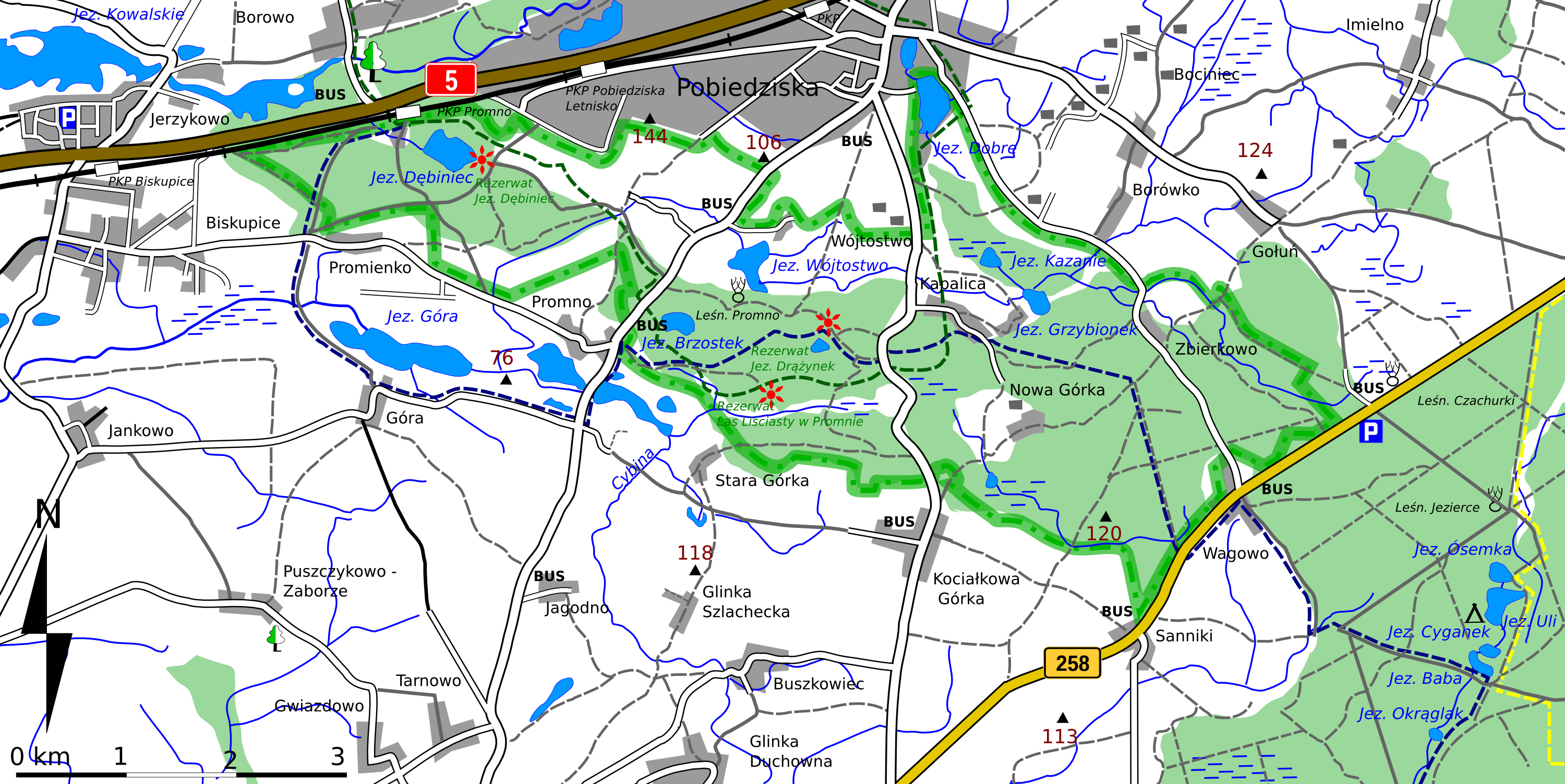
Położenie rezerwatu w parku krajobrazowym